# Гастін (Техас)
Гастін (англ. Gustine) — місто (англ. town) в США, в окрузі Команчі штату Техас. Населення — 392 особи (2020).

## Географія
Гастін розташований за координатами 31°50′44″ пн. ш. 98°24′9″ зх. д. / 31.84556° пн. ш. 98.40250° зх. д. (31.845689, -98.402529).  За даними Бюро перепису населення США в 2010 році місто мало площу 2,37 км², уся площа — суходіл.

## Демографія
Згідно з переписом 2010 року, у місті мешкало 476 осіб у 169 домогосподарствах у складі 125 родин. Густота населення становила 201 особа/км².  Було 215 помешкань (91/км²).
Расовий склад населення:
| - 85,3 % — білих - 1,1 % — корінних американців - 0,6 % — вихідців з тихоокеанських островів - 0,2 % — азіатів - 10,9 % — осіб інших рас |

До двох чи більше рас належало 1,9 %. Частка іспаномовних становила 41,4 % від усіх жителів.
За віковим діапазоном населення розподілялося таким чином: 31,5 % — особи молодші 18 років, 55,1 % — особи у віці 18—64 років, 13,4 % — особи у віці 65 років та старші. Медіана віку мешканця становила 34,8 року. На 100 осіб жіночої статі у місті припадало 98,3 чоловіків;  на 100 жінок у віці від 18 років та старших — 105,0 чоловіків також старших 18 років.
Середній дохід на одне домашнє господарство  становив 54 274 долари США (медіана — 37 589), а середній дохід на одну сім'ю — 51 136 доларів (медіана — 39 464). За межею бідності перебувало 27,9 % осіб, у тому числі 54,1 % дітей у віці до 18 років та 11,4 % осіб у віці 65 років та старших.
Цивільне працевлаштоване населення становило 259 осіб. Основні галузі зайнятості: будівництво — 18,9 %, виробництво — 18,5 %, сільське господарство, лісництво, риболовля — 17,4 %.